# Список імамів Ємену
У статті наведено список імамів Ємену.
Не всі імами були визнані такими, подекуди реальна влада належала не імамам, а правителям з династії Тіхама чи намісникам мамелюків та османів. Іноді владу мали одночасно два імами, які сперечались за правління.

## Список імамів
| Ім'я                                                            | Період правління | Примітка                                             |
| --------------------------------------------------------------- | ---------------- | ---------------------------------------------------- |
| Аль-Хаді іля-ль-Хакк Яхая бін аль-Хусейн бін аль-Касім ар-Рассі | 897–911          | Нащадок Пророка                                      |
| Мухаммед аль-Муртада                                            | 911–913          | Син попереднього                                     |
| Ахмад ан-Насір                                                  | 913–934          | Брат попереднього                                    |
| Аль-Мунтахаб аль-Хасан                                          | 934–936          | Син попереднього                                     |
| Аль-Мухтар аль-Касім                                            | 936–956          | Брат попереднього                                    |
| Ях'я аль-Мансур                                                 | 934–976          | Брат попереднього                                    |
| Юсуф ад-Даї                                                     | 977–999          | Син попереднього                                     |
| Аль-Касім аль-Мансур бін Алі                                    | 999–1002         | Нащадок двоюрідного брата Аль-Хаді іля-ль-Хакк Яхая  |
| Юсуф ад-Даї                                                     | 1002–1012        | Вдруге                                               |
| Аль-Хусейн аль-Магді                                            | 1003–1013        | Син аль-Касіма аль-Мансура                           |
| Ахмад аль-Муайяд                                                | 1013–1020        | Не жив у Ємені, був нащадком Пророка за іншою гілкою |
| Абу Таліб Ях'я                                                  | 1020–1033        | Брат попереднього                                    |
| Аль-Муїд Лідініллах                                             | 1027–1030        | Невідомого походження                                |
| Абу Хашім аль-Хасан                                             | 1031–1040        | Нащадок брата Аль-Хаді іля-ль-Хакк Яхая              |
| Абуль Фатх ан-Насір ад-Дайламі бін аль-Хусейн                   | 1038–1053        | Нащадок пророка іншої гілки                          |
| Гамза аль-Мухтасіб аль-Муджахід                                 | 1060–1067        | Син Абу Хашіма аль-Хасана                            |
| Ахмад аль-Мутаваккіль бін Сулейман                              | 1138–1171        | Нащадок Ахмада ан-Насіра                             |
| Абдалла аль-Мансур бін Гамза                                    | 1187–1217        | Нащадок Гамзи аль-Мухтасіба аль-Муджахіда            |
| Мухаммед ан-Насір бін Абдалла                                   | 1217–1226        | Син попереднього                                     |
| Ях'я аль-Хаді бін Мухсін                                        | 1217–1239        | Нащадок Аль-Мухтара аль-Касіма                       |
| Ахмад аль-Магді бін аль-Хусейн                                  | 1248–1258        | Нащадок двоюрідного брата Аль-Хаді іля-ль-Хакк Яхая  |
| Аль-Хасан бін Ваххас                                            | 1258–1260        | Нащадок Гамзи аль-Мухтасіба аль-Муджахіда            |
| Ях'я бін Мухаммед ас-Сіраджі                                    | 1261–1262        | Нащадок Хасана бін Алі                               |
| Аль-Мансур аль-Хасан бін Бадр ад-Дін                            | 1262–1271        | Син або брат Ях'я аль-Хаді                           |
| Ібрагім аль-Магді бін Ахмад Тадж ад-Дін                         | 1272–1276        | Племінник попереднього                               |
| Аль-Мутаваккіль аль-Мутаххар бін Ях'я бін аль-Муртада           | 1276–1298        | Нащадок Ахмада ан-Насіра                             |
| Мухаммед аль-Магді бін аль-Мутаххар                             | 1301–1328        | Син попереднього                                     |
| Ях'я аль-Муайяд бін Гамза                                       | 1328–1346        | Нащадок імама Алі ар-Рідхи                           |
| Алі ан-Насір бін Салах                                          | 1328–1329        | Онук Ібрагіма аль-Магді                              |
| Ахмад бін Алі аль-Фатхі                                         | 1329–1349        | Нащадок Абуль Фатха ан-Насіра ад-Дайламі             |
| Аль-Ватхік аль-Мутаххар                                         | 1349             | Син Мухаммеда аль-Магді                              |
| Алі аль-Магді                                                   | 1349–1372        | Нащадок Юсуфа ад-Даї                                 |
| Мухаммед аль-Насір Салах-ад-Дін                                 | 1372–1391        | Син попереднього                                     |
| Алі аль-Мансур бін Салах-ад-Дін                                 | 1391–1436        | Син попереднього                                     |
| Ахмад аль-Магді бін Ях'я бін аль-Муртада                        | 1391–1392        | Нащадок Юсуфа ад-Даї                                 |
| Алі аль-Хаді бін аль-Муайяд                                     | 1393–1432        | Нащадок Ях'я аль-Хаді                                |
| Аль-Магді Салах-ад-Дін бін Алі                                  | 1436–1445        | Нащадок Ях'я аль-Мансура                             |
| Аль-Мансур ан-Насір бін Мухаммед                                | 1436–1462        | Пра-пра-онук Аль-Мутаваккіля аль-Мутаххара бін Ях'я  |
| Аль-Мутаваккіль аль-Мутаххар бін Мухаммед                       | 1436–1474        | Нащадок брата Абу Хашіма аль-Хасана                  |
| Мухаммед аль-Муайяд                                             | 1462–1503        | Син Аль-Мансура ан-Насіра                            |
| Мухаммед ан-Насір бін Юсуф                                      | 1474–1488        | Нащадок Алі аль-Магді                                |
| Аль-Хаді Ізз-ад-Дін бін аль-Хасан                               | 1474–1495        | Онук Алі аль-Хаді                                    |
| Мухаммед аль-Мансур бін Алі аль-Вашалі                          | 1475–1504        | Нащадок Ях'я бін Мухаммеда ас-Сіраджі                |
| Ан-Насір аль-Хасан                                              | 1495–1523        | Син Аль-Хаді Ізз-ад-Діна                             |
| Ях'я аль-Мутаваккіль Шараф-ад-Дін                               | 1506–1555        | Онук Ахмада аль-Магді бін Ях'я                       |
| Аль-Мутаххар                                                    | 1547–1572        | Син попереднього                                     |
| Ан-Насір аль-Хасан бін Алі                                      | 1579–1585        | Нащадок Алі аль-Хаді                                 |
| Аль-Мансур аль-Касім бін Мухаммед                               | 1597–1620        | Нащадок Юсуфа ад-Даї                                 |
| Мухаммед аль-Муайяд бін аль-Мансур                              | 1620–1644        | Син попереднього                                     |
| Ісмаїл аль-Мутаваккіль                                          | 1644–1676        | Брат попереднього                                    |
| Ахмад аль-Магді бін аль-Хасан                                   | 1676–1681        | Племінник попереднього                               |
| Мухаммед II аль-Муайяд                                          | 1681–1686        | Син Ісмаїла аль-Мутаваккіля                          |
| Мухаммед аль-Магді                                              | 1687–1718        | Син Ахмада аль-Магді                                 |
| Аль-Мансур аль-Хусейн I бін аль-Касім                           | 1716–1720        | Онук Мухаммеда аль-Муайяда бін аль-Мансура           |
| Аль-Мутаваккіль аль-Касім бін аль-Хасан                         | 1716–1727        | Онук Ахмада аль-Магді                                |
| Мухаммед ан-Насір бін Ісхак                                     | 1723             | Онук Ахмада аль-Магді                                |
| Аль-Мансур аль-Хусейн II                                        | 1727–1748        | Син Аль-Мутаваккіля аль-Касіма                       |
| Аббас аль-Магді                                                 | 1748–1775        | Син попереднього                                     |
| Алі I аль-Мансур                                                | 1775–1809        | Син попереднього                                     |
| Ахмад аль-Мутаваккіль                                           | 1809–1816        | Син попереднього                                     |
| Абдалла аль-Магді                                               | 1816–1835        | Син попереднього                                     |
| Алі II аль-Мансур                                               | 1835–1837        | Син попереднього                                     |
| Абдалла ан-Насір                                                | 1837–1840        | Пра-онук Аббаса аль-Магді                            |
| Мухаммед аль-Хаді                                               | 1840–1844        | Син Ахмада аль-Мутаваккіля                           |
| Алі II аль-Мансур                                               | 1844–1845        | Вдруге                                               |
| Мухаммед аль-Мутаваккіль бін Ях'я                               | 1845–1849        | Онук Алі I аль-Мансура                               |
| Алі II аль-Мансур                                               | 1849–1850        | Втретє                                               |
| Ахмад аль-Мансур бін Хасім                                      | 1849–1853        | Нащадок Ях'я аль-Мансура                             |
| Аббас аль-Муайяд бін абд-ар-Рахман                              | 1850             | Нащадок Ісмаїла аль-Мутаваккіля                      |
| Алі II аль-Мансур                                               | 1851             | Вчетверте                                            |
| Галеб аль-Хаді                                                  | 1851–1852        | Син Мухаммеда аль-Мутаваккіля                        |
| Мухаммед аль-Мансур бін Абдалла                                 | 1853–1890        | Нащадок Юсуфа ад-Даї                                 |
| Аль-Мутаваккіль аль-Мухсін бін Ахмад                            | 1855–1878        | Нащадок Аль-Мутаваккіля аль-Мутаххара бін Ях'я       |
| Галеб аль-Хаді                                                  | 1858–1872        | Вдруге                                               |
| Аль-Мансур аль-Хусейн III бін Мухаммед бін аль-Хаді             | 1859–1863        |                                                      |
| Аль-Хаді Шараф-ад-Дін бін Мухаммед бін Абд-ар-Рахман            | 1878–1890        | Нащадок Ях'я аль-Муайяда                             |
| Мухаммед бін Ях'я Гамід ад-Дін                                  | 1890–1904        | Нащадок Аль-Мансура аль-Касіма                       |
| Ях'я Мухаммед Гамід ад-Дін                                      | 1904–1948        | Син попереднього                                     |
| Ахмад бін Ях'я                                                  | 1948–1962        | Син попереднього                                     |
| Мухаммед аль-Бадр                                               | 1962             | Син попереднього                                     |